# NGC 634
NGC 634 (другие обозначения — UGC 1164, MCG 6-4-48, ZWG 521.60, IRAS01354+3507, PGC 6059) — спиральная галактика (Sa) в созвездии Треугольник.
NGC 634 входит в состав группы галактик NGC 507.
Этот объект входит в число перечисленных в оригинальной редакции «Нового общего каталога».
В NGC 634 произошёл взрыв сверхновой SN 2008A.
В галактике вспыхнула сверхновая SN 2006Q типа II. Её пиковая звёздная величина составила 17,2.